# لويس تي. هندرسون
لويس تي. هندرسون (بالإنجليزية: Lois T. Henderson)‏ (14 أكتوبر 1918)؛ روائية أمريكية.